# Реинтеграција
Реинтеграција је поновно проналажење циљева и смисла живота на делимично или потпуно новим основама, односно у новим условима. Потреба за реинтеграцијом настаје због претходног деловања неких дезинтеграционих процеса или због нових, услед којих претходна интегрисаност није више функционална. Социјални рад користи различите методе и технике помоћи особама ради прихватања и успешног функционисања у новим условима, чиме се ефекат реинтеграције повећава.